# Calyptrocalyx laxiflorus
Calyptrocalyx laxiflorus là loài thực vật có hoa thuộc họ Arecaceae. Loài này được Becc. mô tả khoa học đầu tiên năm 1905.